# Dimensionament i tolerància geomètrica

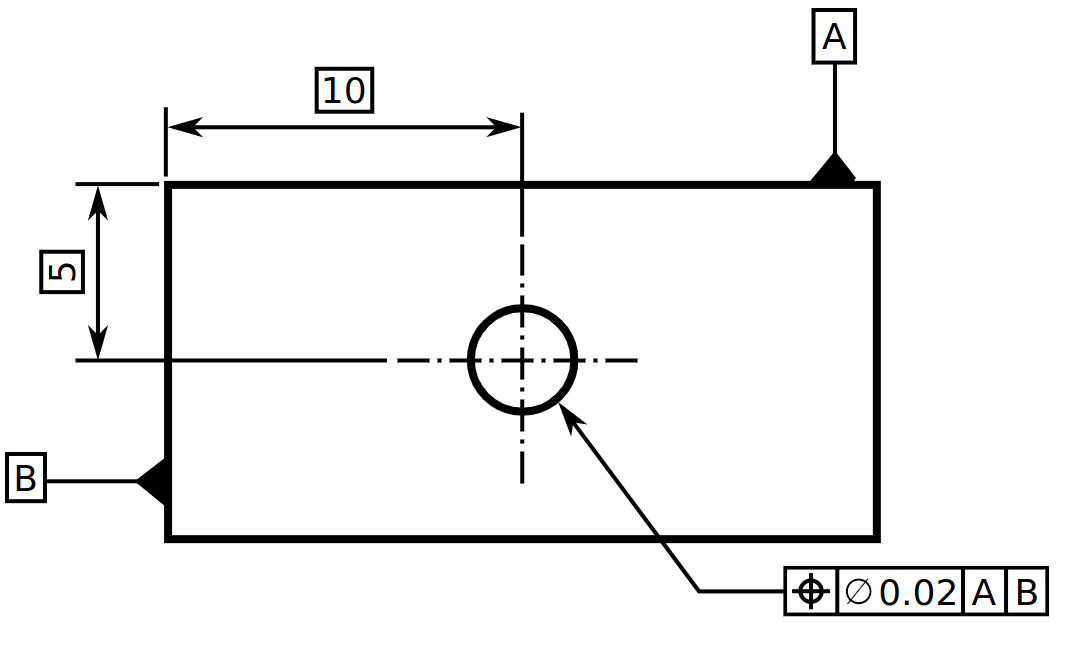
Exemple de dimensionament geomètric i tolerància

Dimensionament i tolerància geomètrica (GD&T) és un sistema per definir i comunicar toleràncies i relacions d'enginyeria. Utilitza un llenguatge simbòlic en dibuixos d'enginyeria i models sòlids tridimensionals generats per ordinador que descriuen explícitament la geometria nominal i la seva variació permesa. Indica al personal de fabricació i a les màquines quin grau de precisió i precisió es necessita en cada característica controlada de la peça. GD&T s'utilitza per definir la geometria nominal (teòricament perfecta) de peces i conjunts, per definir la variació permesa en la forma i la mida possible de les característiques individuals i per definir la variació permesa entre les característiques.
- Les especificacions de dimensionament defineixen la geometria nominal, modelada o prevista. Un exemple és una dimensió bàsica.
- Les especificacions de tolerància defineixen la variació permesa per a la forma i possiblement la mida de les característiques individuals, i la variació permesa en l'orientació i la ubicació entre les característiques. Dos exemples són dimensions lineals i marcs de control de característiques mitjançant una referència de dades (tots dos es mostren a continuació).[2]

Hi ha diversos estàndards disponibles a tot el món que descriuen els símbols i defineixen les regles utilitzades a GD&T. Un d'aquests estàndards és l'American Society of Mechanical Engineers (ASME) Y14.5. Aquest article es basa en aquest estàndard. Altres estàndards, com els de l'Organització Internacional per a la Normalització (ISO) descriuen un sistema diferent que té regles d'interpretació molt diferents (vegeu GPS&V). L'estàndard Y14.5 proporciona un conjunt de regles força complet per a GD&T en un sol document. Les normes ISO, en comparació, normalment només aborden un únic tema alhora. Hi ha estàndards separats que proporcionen els detalls de cadascun dels símbols i temes principals a continuació (p. ex. posició, planitud, perfil, etc.). BS 8888 proporciona un document autònom que té en compte molts estàndards GPS&V.

## Filosofia de dimensionament i tolerància
Segons l'estàndard ASME Y14.5-2009, el propòsit de GD&T és descriure la intenció d'enginyeria de peces i conjunts. El marc de referència de referència pot descriure com s'adapta o funciona la peça. GD&T pot definir amb més precisió els requisits dimensionals d'una peça, permetent més d'un 50% més de zona de tolerància que el dimensionament de coordenades (o lineal) en alguns casos. L'aplicació adequada de GD&T garantirà que la peça definida al dibuix tingui la forma desitjada, s'ajusti (dins dels límits) i funcioni amb les toleràncies més grans possibles. GD&T pot afegir qualitat i reduir costos al mateix temps mitjançant la productivitat.
Hi ha algunes regles fonamentals que cal aplicar (es poden trobar a la pàgina 7 de l'edició de 2009 de la norma):
- Totes les dimensions han de tenir una tolerància. Cada característica de cada peça fabricada està subjecta a variacions, per tant, s'han d'especificar els límits de variació permesos. Les toleràncies més i menys es poden aplicar directament a les dimensions o des d'un bloc de tolerància general o una nota general. Per a les dimensions bàsiques, les toleràncies geomètriques s'apliquen indirectament en un marc de control de característiques relacionat. Les úniques excepcions són les dimensions marcades com a mínim, màxim, estoc o referència.
- Les dimensions defineixen la geometria nominal i la variació permesa. No es permet mesurar i escalar el dibuix excepte en determinats casos.
- Els dibuixos d'enginyeria defineixen els requisits de les peces acabades (completes). Totes les dimensions i tolerància necessàries per definir la peça acabada s'han de mostrar al dibuix. Si les dimensions addicionals serien útils, però no són necessàries, es poden marcar com a referència.
- Les dimensions s'han d'aplicar a les característiques i disposar-les de manera que representin la funció de les característiques. A més, les dimensions no s'han de sotmetre a més d'una interpretació.
- S'han d'evitar les descripcions dels mètodes de fabricació. La geometria s'ha de descriure sense definir explícitament el mètode de fabricació.
- Si calen determinades mides durant la fabricació però no calen en la geometria final (per contracció o altres causes), s'han de marcar com a no obligatoris.
- Totes les dimensions i tolerància s'han d'ordenar per a una màxima llegibilitat i s'han d'aplicar a les línies visibles en perfils reals.
- Quan la geometria es controla normalment per mides de calibre o per codi (per exemple, materials d'estoc), les dimensions s'han d'incloure amb el calibre o el número de codi entre parèntesis després o per sota de la dimensió.
- S'assumeixen angles de 90° quan les línies (incloses les línies centrals) es mostren en angle recte, però no es mostra explícitament cap dimensió angular. (Això també s'aplica a altres angles ortogonals de 0°, 180°, 270°, etc.)
- Les dimensions i toleràncies són vàlides a 20 °C (68 °F) i 101.3 kPa (14,69 psi) tret que s'indiqui el contrari.
- Tret que s'indiqui explícitament, totes les dimensions i toleràncies només són vàlides quan l'article es troba en estat lliure.
- Les dimensions i les toleràncies s'apliquen a la longitud, l'amplada i la profunditat d'una característica, inclosa la variació de forma.
- Les dimensions i toleràncies només s'apliquen al nivell del dibuix on s'especifiquen. No és obligatori que s'apliquen a altres nivells de dibuix, llevat que les especificacions es repeteixin en els dibuixos de nivell superior.[5]